# Terekruiter
De terekruiter (Xenus cinereus) is een slanke waadvogel. Deze vogel komt voor in Noord-Azië en overwintert in aan de oostkust van Afrika, Zuid-Azië en Australazië. Het is een zeldzame gast tijdens de trek in West-Europa.

## Herkenning
De terekruiter is een enigszins gedrongen, middelgrote steltloper van 22 tot 25 cm. Opvallend zijn de combinatie van relatief korte poten en de lange een beetje naar boven gebogen kromme snavel. In vlucht lijkt de vogel een beetje op een tureluur door de witte eindband op de vleugel. Die eindband is echter smaller en het contrast op de vleugel is daardoor veel minder. De staart is egaal grijs en verder is de vogel (zeker van veraf gezien) weinig opvallend grijs met een vuilwitte buik en borst.

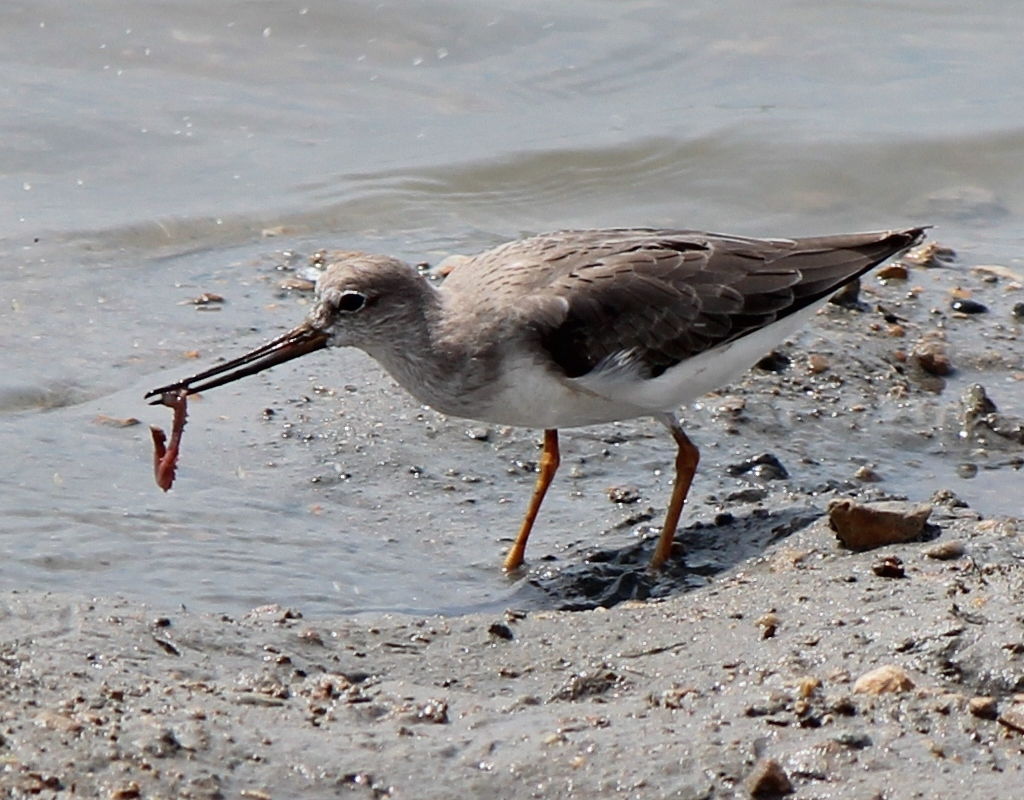
Terekruiter foeragerend langs de Japanse kust

## Verspreiding en leefgebied
De terekruiter komt voor in de laag gelegen gebieden in de taiga van Noord-Finland en Rusland en veel oostelijker in Noord-Azië (Siberië). Deze steltloper broedt langs rivieren en meren en komt ook voor bij rivierhavens waarin boomstammen drijven. 's Winters trekt de vogel naar moddervlaktes langs de kusten van Oost-Afrika, het Arabisch Schiereiland, Zuid-Azië, de Indische Archipel, Zuidoost-Azië en Australië.

### Voorkomen in Nederland
In Nederland zijn tussen 1979 en 2000 20 en tussen 2001 en 2014 44 bevestigde waarnemingen gedaan, de meeste in de maanden april en mei. Vanaf 2015 wordt het aantal waarnemingen niet meer bijgehouden.

## Status
De terekruiter heeft een enorm groot verspreidingsgebied en daardoor alleen al is de kans op de status kwetsbaar (voor uitsterven) gering. De grootte van de populatie werd in 2015 geschat op 160.000 tot 1.200.000 individuen. Dit aantal blijft waarschijnlijk stabiel. Om deze redenen staat de terekruiter als niet bedreigd op de Rode Lijst van de IUCN.